# Vila Antonína Wiehla ve Smolnici
Vila Antonína Wiehla čp. 113 ve Smolnici u Loun je novorenesanční vila, kterou si postavil v roce 1898 podle vlastního návrhu významný český architekt 19. století Antonín Wiehl. Na výtvarné výzdobě vily se podíleli Mikoláš Aleš, Josef Václav Myslbek a Josef Mauder. Dům je od 3. 5. 1958 zapsán v Ústředním seznamu kulturních památek.

## Popis domu

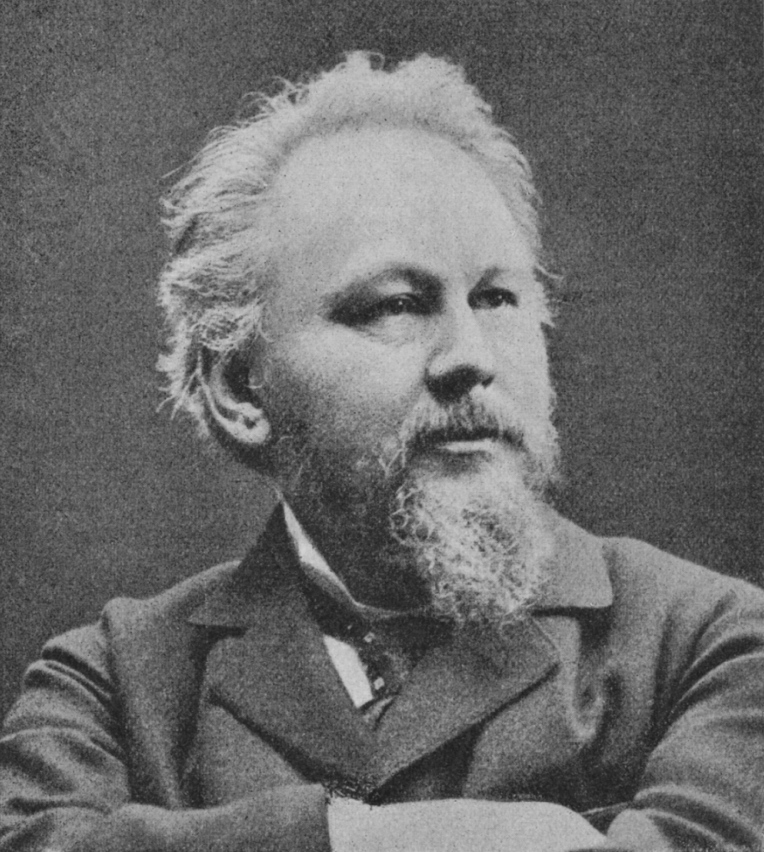
Antonín Wiehl – architekt a stavebník

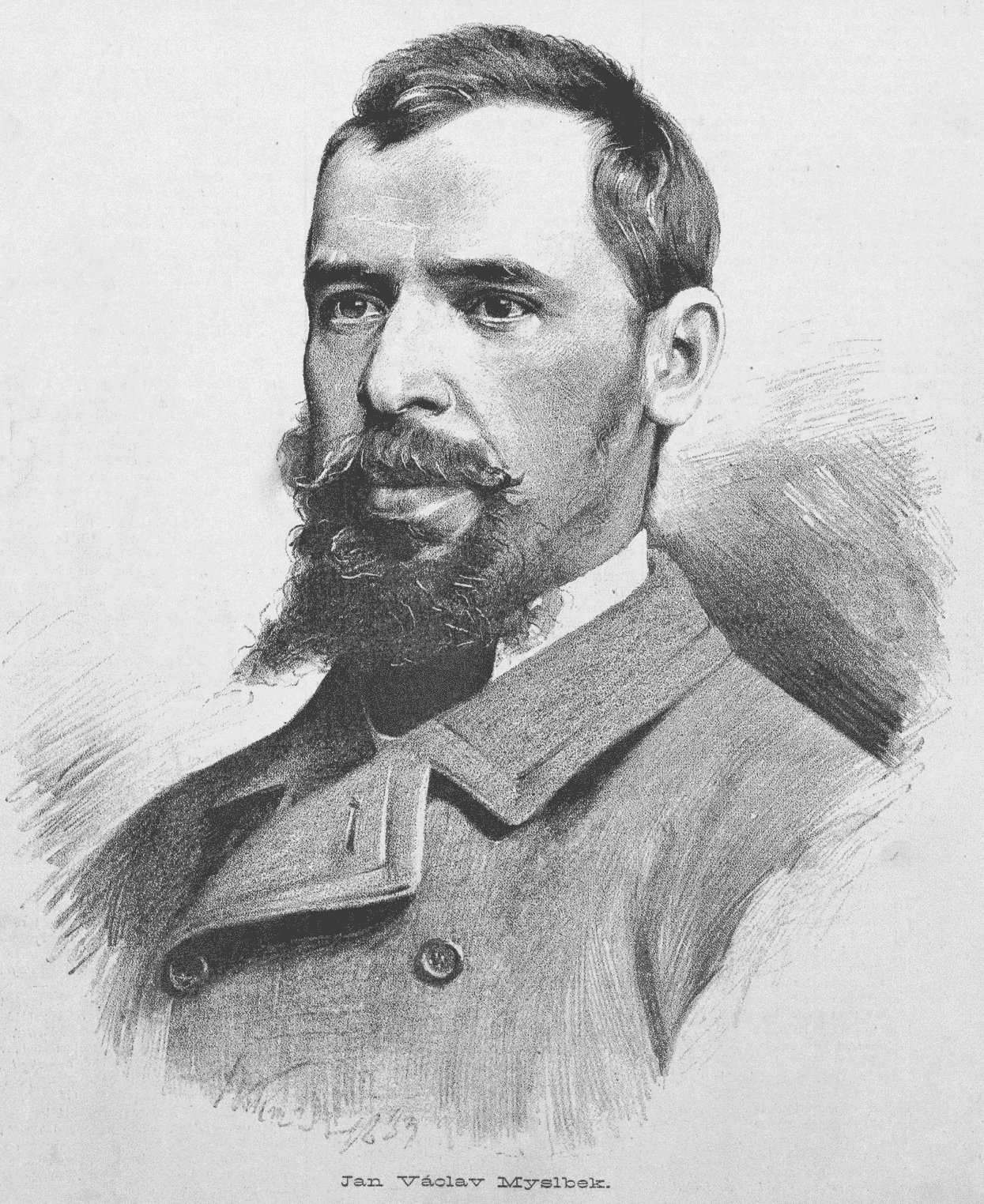
Josef Václav Myslbek – autor medailonů

Vila byla postavena v roce 1898 jako jednopatrový novorenesanční dům na obdélném půdoryse se čtyřmi osami v průčelí. Boční stěny nemají okna a zadní průčelí je zastavěno. Vila je situována pod strání. V průčelí domu je otevřená předsíň ve věžovitém rizalitu (výstupku), který má v I. patře masívní balkon. Výzdoba fasády je stylová a ve srovnání s jinými novorenesančními domy střídmá a decentní (zejména lze srovnat s dalšími vilami navrženými Wiehlem pro významné podnikatele). Fasáda domu je zdobena sgrafity a sgrafitovým obrazem Svatého Václava. Do zdi vily jsou zapuštěny čtyři velké keramické medailony s antickými motivy. Odlitky mají simulované praskliny vyvolávající dojem archeologické vykopávky, protože Wiehl sám byl vášnivým archeologem. Odlitky medailonů byly zhotoveny podle medailonů Josefa Václava Myslbeka a Josefa Maudera. Nad vchodem do zahrady je pergola. V zahradě altán, odlitky římských váz. Původně přírodní jeskyni Wiehl upravil na grottu. Na konstrukčních prvcích je výrazně používáno dřeva, především na konstrukci balkonu. Trámy jsou bohatě zdobené řezbami ve stylu lidové architektury, kterou Wiehl v 90. letech podrobně studoval. Na rozdíl od staveb na zakázku (kde dřevo neodpovídalo dobovému vkusu stavebníků) na Wiehlově vlastní vile právě dřevo výzdobě dominuje. Hlavice jednoho trámu je zakončena hlavou draka. Zinkové chrliče vody opět v podobě draků ukazují uměleckořemeslnou úroveň klempířů konce 19. století. Hlavní vchod do vily prochází rizalitem průčelí na masívních pilířích na úrovni přízemí. Interiéry domu jsou upraveny a zdobeny ve stylu neorenesance. Centrálním prostorem vily je schodišťová hala, které dominuje dřevěné schodiště s balustrádovým zábradlím. Vchody pokojů zdobí antické dřevěné. V historizujícím stylu byla původně i výmalba interiérů. Wiehl byl příznivcem "mluvící architektury" a měl svou sbírku průpovídek na historických stavbách jako nositele „vtipu, humoru, ironie, ale i moudrosti a morálky“. Proto právě na své vile použil k výzdobě pořekadel a průpovídek v archaickém písmu: „Wlastní dům zlatem nezaplatíš“ a tradiční označení stavitele a stavebníka „Wystawěli manželé Wiehlowi l. P. 1898“. Podobné nápisy s různými průpovídkami jsou na jiných domech, které navrhoval. Například u strážního domku v lidovém stylu u Hrobky rodiny Daubkovy v Litni je na lomenici instruktivní heslo „NAPRZED VZADU OCI MEG LEPSI GEST ZDRZ HO, NEZ CHYT HO“. Wiehl si vilu postavil ve Smolnici, protože se zde nacházel statek rodiny Lukášovy čp. 4 – otce Wiehlovy manželky Marie. Statek Wiehl rovněž upravil ve stylu novorenesance. Fasáda statku je zdobena sgrafity, sochou Madony, medailony a reliéfem Záboj a Slavoj Josefa Václava Myslbeka. Myslbekovy medailony a reliéf byly Wiehlem použity na domě s taneční školou Karla Linka v Divadelní ulici a sgrafitem položení základního kamene ke katedrála svatého Víta. Sgrafito sv. Václava na vile provedeno podle návrhu Mikoláše Alše z roku 1879. Antonín Wiehl zemřel 4. 11. 1910 a jeho manželka vilu v roce 1929 prodala rodině Čapků, v jejichž vlastnictví je vila dosud.

## Vila Antonína Wiehla v kontextu Wiehlovy neorenesance a jeho zájmu o lidovou architekturu

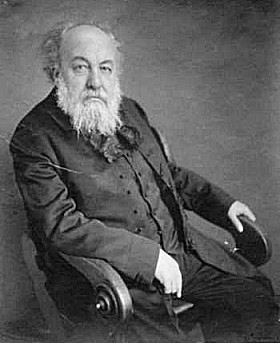
Mikoláš Aleš – autor návrhu sgrafit

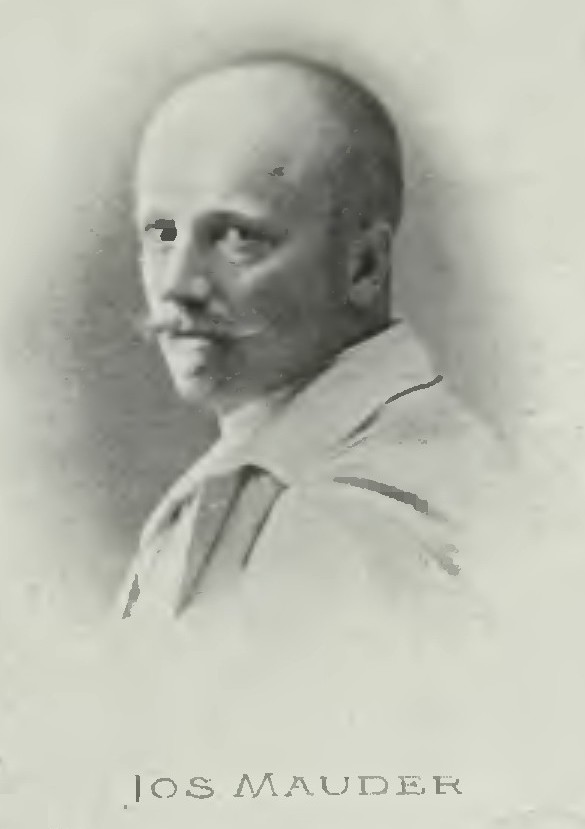
Josef Mauder – autor návrhu medailonů

### Návrhy vil Antonína Wiehla
Wiehl je též autorem návrhu 2 vil významných osobností 2. poloviny 19. století: Duslovy vily v Berouně, postavené v roce 1890 a vily Josefa Šebestiána Daubka v Brněnci u Svitav z roku 1887. Na této přístavbě ke staršímu objektu s ním spolupracoval František Ženíšek, který navrhl sgrafita.

### Sgrafita
Fasády staveb navržené Antonínem Wiehlem byly od 70. let přijímány veřejností i odborníky příznivě jako nový prvek ve výzdobě domů právě pro využití sgrafit. Wiehl na výzdobě domů postupně precizoval svoje pojetí české novorenesance. Vila Antonína Wiehla patří do jeho směru výzdoby fasád tvořené sgrafity (s vlasteneckým motivem sv. Václava) a fasáda je též doplněna medailony. Wiehl použil karton sv. Václava z roku 1879 od Mikoláše Alše, který s Wiehlem v sedmdesátých a osmdesátých letech spolupracoval na výzdobě řady domů v Praze (např. Dům U Mladých Goliášů, Dům čp. 1682 Na Poříčí, Staroměstská vodárna). Vrcholem této spolupráce jsou Alšovy alegorie na monumentální výzdobě Wiehlova domu Wiehlův kolega architekt Jan Koula Wiehlovo úsilí o nový styl definoval v roce 1883 ve Zprávách Spolku architektů jako "výklad o vývoji a stylu A. Wiehla" ve "...Wiehl bojuje o nové vyjádření architektonické na základě vzorů, pro Prahu a Čechy XVI. a XVII. století typických a ukázal k nim poprvé, když postavil svůj "sgrafitový domek" v Poštovské ulici. Od té doby pilně sbíral památky naší renesance, studoval je a kde mu bylo možno, hleděl jich užíti na svých stavbách. Wiehlovým přičiněním mluví se o "české renesanci; cítíme oprávněnost tohoto názvu, ale nikdo dosud nestanovil přesně, v čem ráz těch staveb záleží...". O uplatnění sgrafit referoval Jan Koula v článku "Domy pp. architektů V. Skučka a J. Zeyera".

### Wiehlův zájem o lidovou architekturu
Na Wiehlově vile ve Smolnici jsou ve srovnáním s jinými jeho návrhy výrazněji uplatněny prvky lidové architektury, jejímž systematickým studiem se Wiehl v 90. letech zabýval. Jeho skicáky obsahují materiál ze studijních cest na severovýchod Čech (Jílovice, Prosek, Velká, Železný Brod, Semily, Broumov, Nové Město nad Metují, Dolánky). Jako spoluautor koncepce Jubilejní zemské výstavy v Praze v roce 1891 prvky české lidové architektury uplatnil v provedení některých staveb a pavilonů výstavy, např. svého návrhu dřevěné vstupní brány výstaviště a zejména samostatné expozice "Česká chalupa". Na tvorbě této expozice se podílel Jan Koula a Alois Jirásek a Wiehl vycházel z kreseb turnovského malíře a etnografa Jana Prouska a jeho podrobného studia Dlaskova statku. Studiu lidové architektury se Wiehl věnoval ještě v rámci přípravy Národopisné výstavě českoslovanské v Praze 1895, kdy před výstavou studoval architekturu na Litoměřicku a kreslil si dřevěný kostel v Liberku.